# عبد الكريم السبعاوي
عبد الكريم السبعاوي (1942-2024) هو روائي فلسطيني. ولد في حارة التفاح بمدينة غزة، لأسرة فقيرة ولكن مثقفة. عمل في غزة مدرساً حكومياً ثم محرراً في جريدة أخبار فلسطين. توفي في 12 أكتوبر 2024 في مدينة ملبورن.

## سيرته
التحق عبد الكريم السبعاوي بجيش التحرير الفلسطيني عام 1966 ولكن حرب 1967 عاجلت ذلك الجيش وحالت دون استكمال تدريبه وتسليحه. نُفي من غزة بعد دخول الجيش الإسرائيلي لها، وعاش في إحدى مخيمات النازحين بعمان عاماً كاملًا قبل أن يتوجه إلى السعودية حيث عمل في وظائف صغيرة لإعالة أسرته الكبيرة (أب وأم وخمسة أخوة وزوجة وأطفال).
في عام 1974 انتقل السبعاوي للعمل الحر وقد منحه ذلك فرصة زيارة معظم أنحاء العالم إلى أن استقر عام 1981 في مدينة ملبورن الأسترالية هو وزوجته وسبعة أولاد (كتب السبعاوي عن ذلك في روايته التي تضمنت ما يشبه السيرة الذاتية رواية "البحث عن الترياق في بلاد واق الواق").

## انتاجه الأدبي
صدر للسبعاوي العديد من الروايات والكتب الشعرية منها:
- «العنقاء» الصادرة عام 1989. فازت بجائزة جبران العالمية، وترجمت للغة الإنجليزية من قبل وزارة الثقافة الروسية، ونشرتها دار بيبرز للنشر في ملبورن.
- «الخِل الوفي» الصادرة عام 1997.
- «الغول» الصادرة عام 1999.
- «البحث عن الترياق في بلاد واق الواق» الصادرة عام 2001.
- «رابع المستحيل» الصادرة عام 2005.

الإصدارات الشعرية
- «نوديت باسمي» صدر عام 1980.
- «ديرة عشق» صدر عام 1996.
- «متى ترك القطا» صدر عام 1996.
- «زهرة الحبر سوداء» صدر عام 1998.